# Suctoribates foliatus
Suctoribates foliatus är en kvalsterart som beskrevs av Sandór Mahunka 1997. Suctoribates foliatus ingår i släktet Suctoribates och familjen Rhynchoribatidae. Inga underarter finns listade i Catalogue of Life.